# Вікторіанський бурлеск

Сувенірна брошура

Вікторіанський бурлеск, відомий також як пародія або феєрія, жанр театральних розваг, які були популярні в Вікторіанській Англії та в Нью-Йорку в середині XIX століття. Форма пародії, в якій добре відома опера або твір класичного театру або балету перероблена в комічну п'єсу. Вона зазвичай має такі ознаки: музична, стилістично смілива, глузує з театральних і музичних звичаїв і стилів оригіналу, часто цитує або пародує текст або музику оригінальної роботи. Вікторіанський бурлеск є одним з кількох видів бурлеску. 
Як і для баладної опери, для бурлеску були характерні музичні партитури широкого спектра, від популярних сучасних пісень до оперних арій, хоча пізні бурлески, з 1880-х років, іноді мали власні партитури. Танці грали важливу роль, і велика увага приділялася постановці, костюмам та іншим ефектним елементам сценічного мистецтва, оскільки багато з них були написані в жанрі феєрії. Багато чоловічих ролей грали жінки в чоловічому вбранні, цілеспрямовано демонструючи свої фізичні принади, а деякі ролі старших жінок  виконували чоловіки. 
Спочатку бурлесками були короткі, одноактні твори, які потім стали  повнометражними шоу, що займали майже всі вечірні покази. Серед авторів, які писали бурлески, були Джеймс Планше, Генрі Джеймс Байрон, Джордж Роберт Сімс, Ф. К. Бернанд, Гілберт и Саліван та Фред Леслі. 

## Історія
Бурлескний театр став популярним ще на початку Вікторіанської епохи. Слово "бурлеск" походить від італійського "burla", що означає "насмішка". Відповідно до Музичного словника Гроува, Вікторіанський бурлеск був "пов'язаний і частково походив від пантоміми і може розглядатися як продовження вступної частини пантоміми з додаванням жартів і" поворотів сюжету".  Існувала також баладна опера, в якій нові слова були пристосовані до вже відомих мелодій.

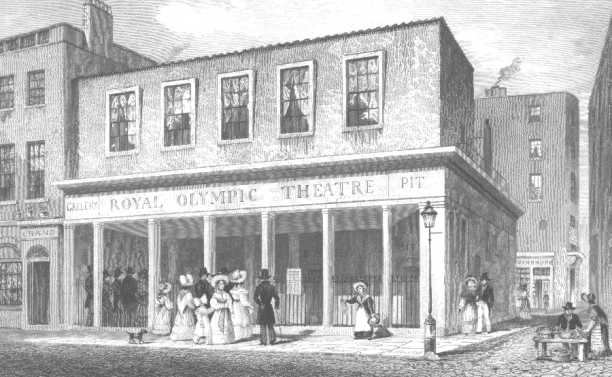
Олімпійський театр, для якого Планше написав "Олімпійський Ревелс"

Мадам Вестріс ставила бурлескні п'єси, зокрема "Олімпійський Ревельс" Джеймса Планше в Олімпійському Театрі, починаючи з 1831 року.  Основою комічності цих творів  є невідповідність і абсурдність великих класичних сюжетів в порівнянні з сучасними вбраннями і декораціями та звичними на той час видами діяльності. Наприклад, "Олімпійський Ревельс" починається зі сцени, де актори, в образі богів Олімпу в класичному грецькому одязі, грають у віст .  У ранніх бурлесках слова пісень були написані до популярної музики, як це було зроблено раніше в опері "Вісник" . За часів правління королеви Вікторії, бурлеск поєднував оперету, м'юзік -хол і ревю, а також деякі великомасштабні бурлескні вистави були відомі як феєрії .  Англійський стиль бурлеску успішно прижився і в Нью-Йорку в 1840-х роках, завдяки керівнику і коміку Вільяму Мітчелу, який відкрив свій Олімпійський Театр у грудні 1839 року. Подібно до лондонських прототипів, його бурлескам були характерні персонажі з безглуздими іменами, такими як Давним-давно і Король країни Не-звертай-уваги, також вони висміювали всі види музики, що була популярною в місті. 
 

На відміну від пантоміми, яка була цікава людям будь-якого віку і соціального становища, бурлеск був спрямований на більш вузьку, високоосвідчену аудиторію;  Творчість деяких письменників, таких як брати Броу  була спрямована на консервативну аудиторію середнього класу, а ключем до успіху  Генрі Джеймса Байрона була його майстерність писати твори, привабливі для нижчих та середніх прошарків суспільства.  Деякі з найпоширеніших сюжетів бурлеску були п'єси Шекспіра і Гранд Опери. З 1850-х років, іспанська, французька, а через століття і німецька опери були популярними серед лондонських глядачів. Твори Джузеппе Верді "Трубадур" та "Ла Скала" отримали англійські премії в 1855 і 1856 роках відповідно; вже незабаром на їх основі були створені бурлескні п'єси. Були створені і: "Наша леді Кемелеону" написана Лестером Бакінгемом, "Наша Травіата" Вільяма Ф. Вандервела (обидві 1857 г.), а після, ще п'ять різних бурлескних творів на основі "Трубадура", два з них належли перу Генрі Джеймса Байрона: Ill Переробив "Трубадур", або "Мати Діви" і  «Музикант» (1863), а ще « Трубадур» або «Ларки з лібрето» (1880).  На основі опер Белліні, Бізе, Доніцетті, Гуно, Генделя, Мейєрбера, Моцарта, Россіні, Вагнера також були створені бурлескні твори.   У 2003 році, досліджуючи цю тему Роберта Монтеморра Марвін зазначила: 
 До 1880-х років майже кожна по-справжньому популярна опера стала основою для бурлеску. Як правило, після прем'єри опери або після успішного відродження, вони були відомими серед місцевих, часто не виходили з репертуару місяць або й довше. Очевидно, на популярність сценічного бурлеску взагалі і оперного бурлеску зокрема, мали виплив  багато факторів, наприклад: аудиторія, і атмосфера, що панувала: чи то циркоподібна або ж карнавальна атмосфера  Вікторіанського Лондона.  
 Гілберт написав п'ять оперних бурлесків на початку своєї кар'єри, починаючи з "Дулькамара, або Малої качки і Великого кряка" (1866), найбільш успішним з яких був "Роберт Диявол" (1868).  У 1870-х роках, бурлескна трупа Лідії Томпсон, разом з Віллі Едуїном, прославилася своїми бурлескними постановками, таких авторів як Генрі Брогам Фарні і Роберт Ріс як у Великій Британії, так і в США 
Вчений-дослідник творчості Шекспіра, Стенлі Уеллс зазначає, що хоча й пародії на твори Шекспіра з'являлися навіть ще за його життя, період розквіту Шекспірівського бурлеску був за часів Вікторіанської епохи.  Уеллс зауважує, що типовий Шекспірівський бурлеск Вікторіанської доби "приймає Шекспірівську п'єсу як свою відправну точку і створює з неї головним чином розвагу, часто так, що вона вже не має нічого спільного з оригіналом".  Уеллс дає, як приклад, каламбури в текстах. Музично, Шекспірівські бурлески були різноманітними, як і інші твори цього жанру. Бурлеск "Ромео і Джульєтта"  у 1859 році складався з  23 музичних творів, деякі з опери, такі як серенада з "Дон Паскуале", і деякі з традиційних арій і популярних пісень того часу, включаючи " Buffalo Gals " і "Nix my Dolly". 

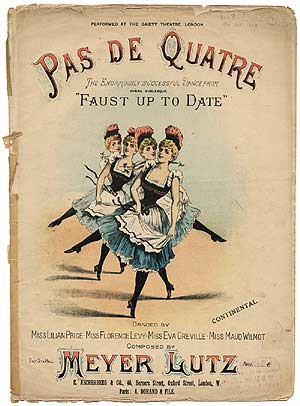
Ноти з "Сучасний Фауст"

Діалоги в бурлесках, як правило, були написані римованими куплетами, або, рідше, в інших віршованих формах, таких як білий вірш, щоб акцентувати увагу на численних каламбурах . 

Як зазначено в "Грув", хоча "майже завжди в бурлесках грали привабливі жінки, одягнені у колготки, часто в чоловічих ролях  ... самим п'єсам була не притаманна непристойность".  Деякі тогочасні критики мали консервативніші погляди; у статті 1885 року критик Томас Хейуорд похвалив Планче ("химерний і елегантний") і Гілберта ("дотепний, ніколи не вульгарний"), але писав про жанр в цілому, як "кричущий," вульгарний ", бурлеск, з його «сленгом», хамські «репліки», вульгарні жарти, мізерні каламбури і безглузді гримаси на все те, що є граціозним і поетичним, просто мерзенні … Бурлеск, неживий, бездушний і позбавлений витонченості, розкладає розум як глядачів, так і акторів. Він псує суспільний смак. "  Гілберт висловив власні погляди на актуальність бурлескного жанру: 
 Я вважаю, питання, чи бурлеск має право  зватися видом мистецтва - неоднозначне. Поганий бурлеск, як і погана картина, далекий від справжнього мистецтва. Але бурлеск у своєму вищому розумінні вимагає високої інтелектуальності. Арістофан, Рабле, Гео Круйкшанк, автори "Відхилених звернень", Джон Ліч, Планше були авторитетними авторами справжнього бурлеску.  

## Зміна статі та жіноча сексуальність

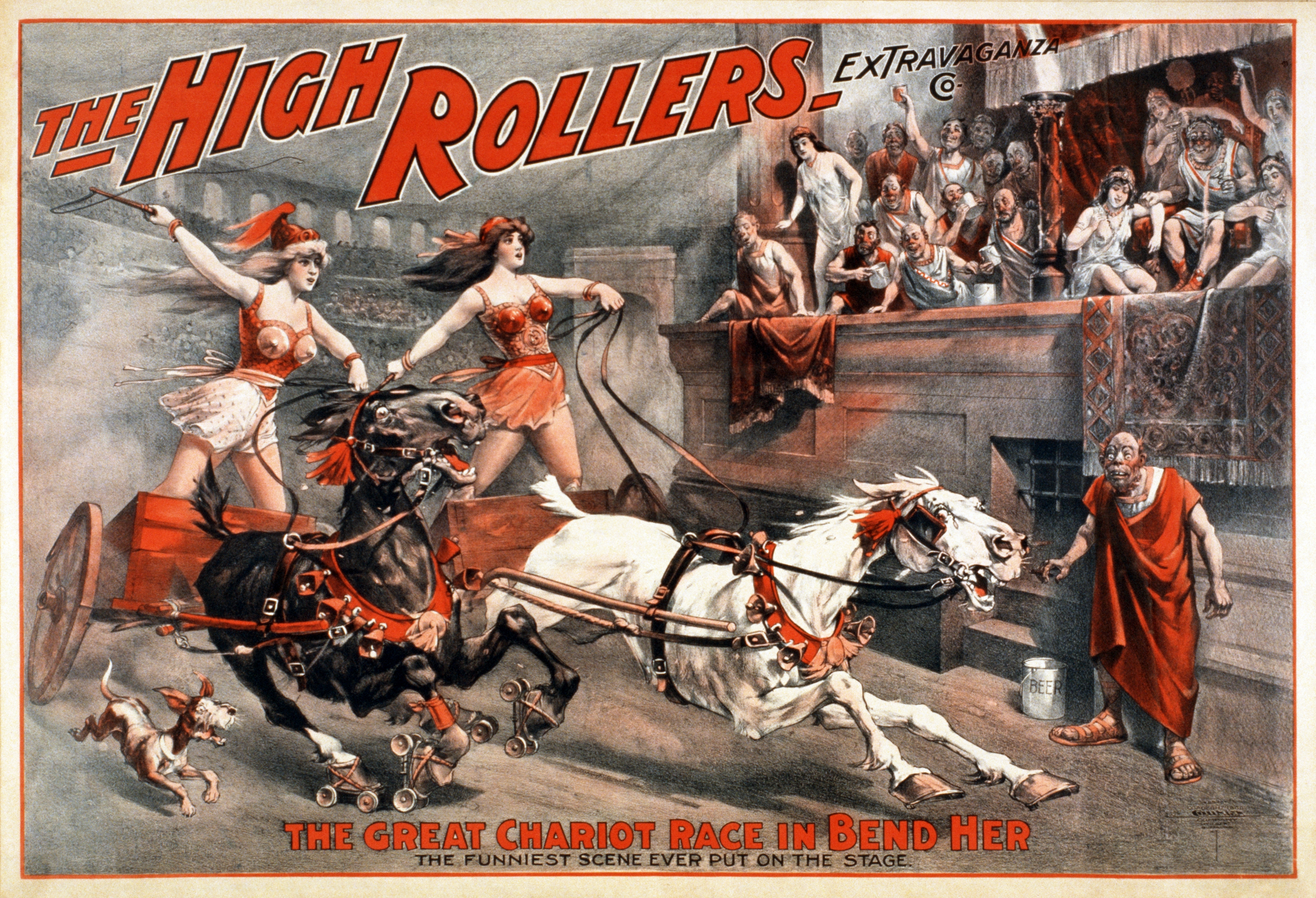
Американський бурлеск на Бен Гур, c. 1900.

Акторки в бурлескних п'єсах часто грали чоловічі ролі, як і, зрештою, чоловіки  почали грати старші жіночі ролі.  Ці зміни дозволили глядачам дистанціюватися від моралі п'єси, зосередившись більше на радості та розвагах, ніж на катарсисі, остаточно віддаляючись від неокласичних ідей. 
Змалювання жіночої сексуальності у Вікторіанському бурлеску було прикладом зв'язку між жінками як виконавцями та жінками як сексуальними об'єктами у Вікторіанській культурі.  Упродовж всієї історії театру участь жінок в постановках була поставлена під сумнів . У Вікторіанській культурі оплачувана жіноча робота майже пов'язувалась з проституцією «професією, в яку більшість жінок в театрі бавилися або мали основним джерелом доходу.» 

## Театр Гайеті

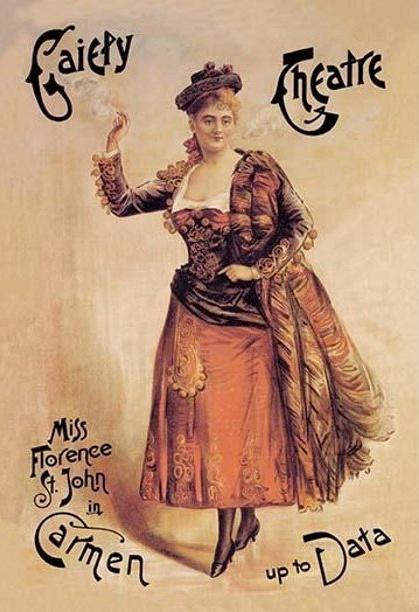
Флоренція Ст. Джон в "Кармен до Дані"

Бурлеск став основним напрямом Королівскткого театру Стренд в Лондоні та театру Гайеті з 1860-х до початку 1890-х років.  У 1860-х і 1870-х роках бурлески часто одноактові, які виконувалися менш ніж за годину, і складалися з пастишів та пародії на популярні пісні, оперні арії та інші жанри музики, яку аудиторія могла з легкістю впізнати. Неллі Фаррен була відомою в ролі "головного хлопчика" театру Гайеті  з 1868 року, а Джон Дюабан ставив танці з 1868 по 1891 роки.   Едвард О'Коннор Террі приєднався до театру в 1876 році. Ранні бурлески Гайеті включали "Роберт Диявол" (1868, Гілберта), "Богемський Ж-юрль і Неприступний Поляк" (1877), "Блакитна Борода" (1882), "Аріель" (1883, Ф. К.  Бернанда ) і "Галатея або Пігмаліон" (1883) . 
З 1880-х років, коли комедійний письменник Фред Леслі приєднався до Гайеті, композитори, серед яких Мейер Лутц і Осмонд Карр, почали писати оригінальну музику до бурлесків, які вже складалися з двох- або трьох актів.  В цих, пізніх бурлесках Театру Гайеті, грали Фаррен і Леслі. До їх складу часто входили лібрето Леслі , написані під його псевдонімом, «A. C. Торр»,  і, як правило, давалась оригінальна оцінка: "Маленький Джек Шеппард" (1885), "Монте - Крісто - молодший" (1886), "Гарненька Есмеральда" (1887 р), "Франкенштейн, або жертва вампіра" (1887),  "Сучасні Мазепа і Фауст " (1888). "Ruy Blas та Blasé Roué" (1889) пародія на виставу « Руй Блас » Віктора Гюго .  Назва була каламбуром, і чим гірше каламбур, тим веселіше було  аудиторії.  Останніми бурлесками Гайеті були "Сучасна Кармен "(1890),   "Застарілий Сайндер Елен " (1891), і "Дон Жуан" (1892, з лірикою Адріана Росса ).  
На початку 1890-х років Фаррен пішов у відставку, Леслі помер, і музичний бурлеск вийшов з моди в Лондоні, оскільки спеціалізація Гайеті та інших театрів бурлеску змінилась на новий жанр музичної комедії епохи Едуарда .  У 1896 році Сеймур Хікс оголосив, що бурлеск "мертвий як дверний вріз і ніколи не буде відроджений". Після виходу на пенсію, Неллі Фаррен погодилась з цим. 